# 3596 Meriones
3596 Meriones је Јупитеров тројански астероид чија средња удаљеност од Сунца износи 5,150 астрономских јединица (АЈ).
Апсолутна магнитуда астероида је 9,2.